# Test diagnostici per la COVID-19

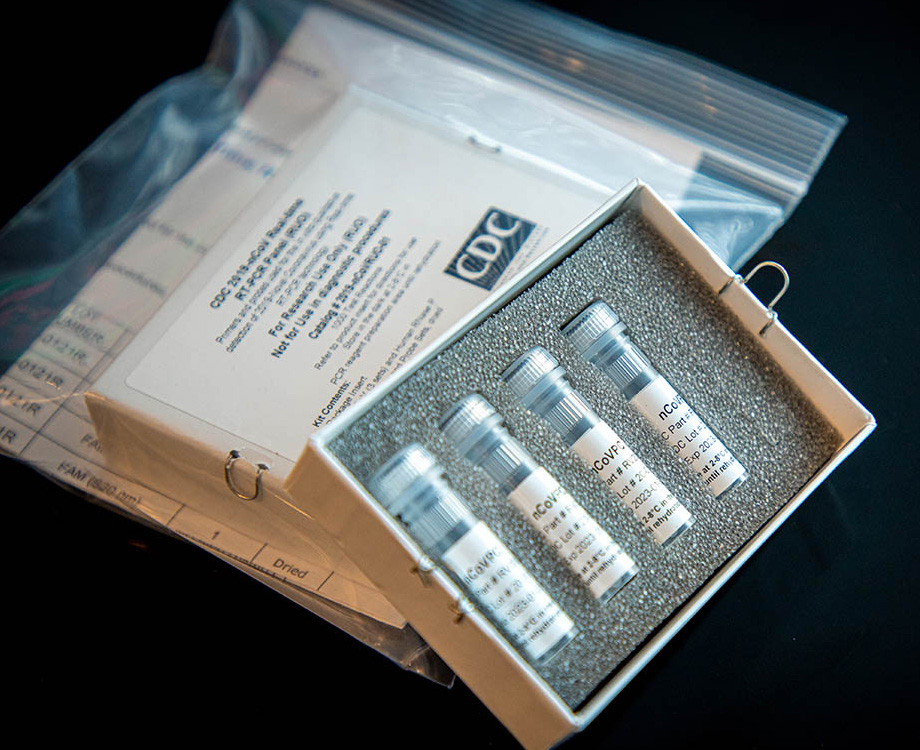
Kit diagnostico attraverso Reverse transcriptase-polymerase chain reaction per il virus SARS-CoV-2 della statunitense CDC - Centri per la prevenzione e il controllo delle malattie

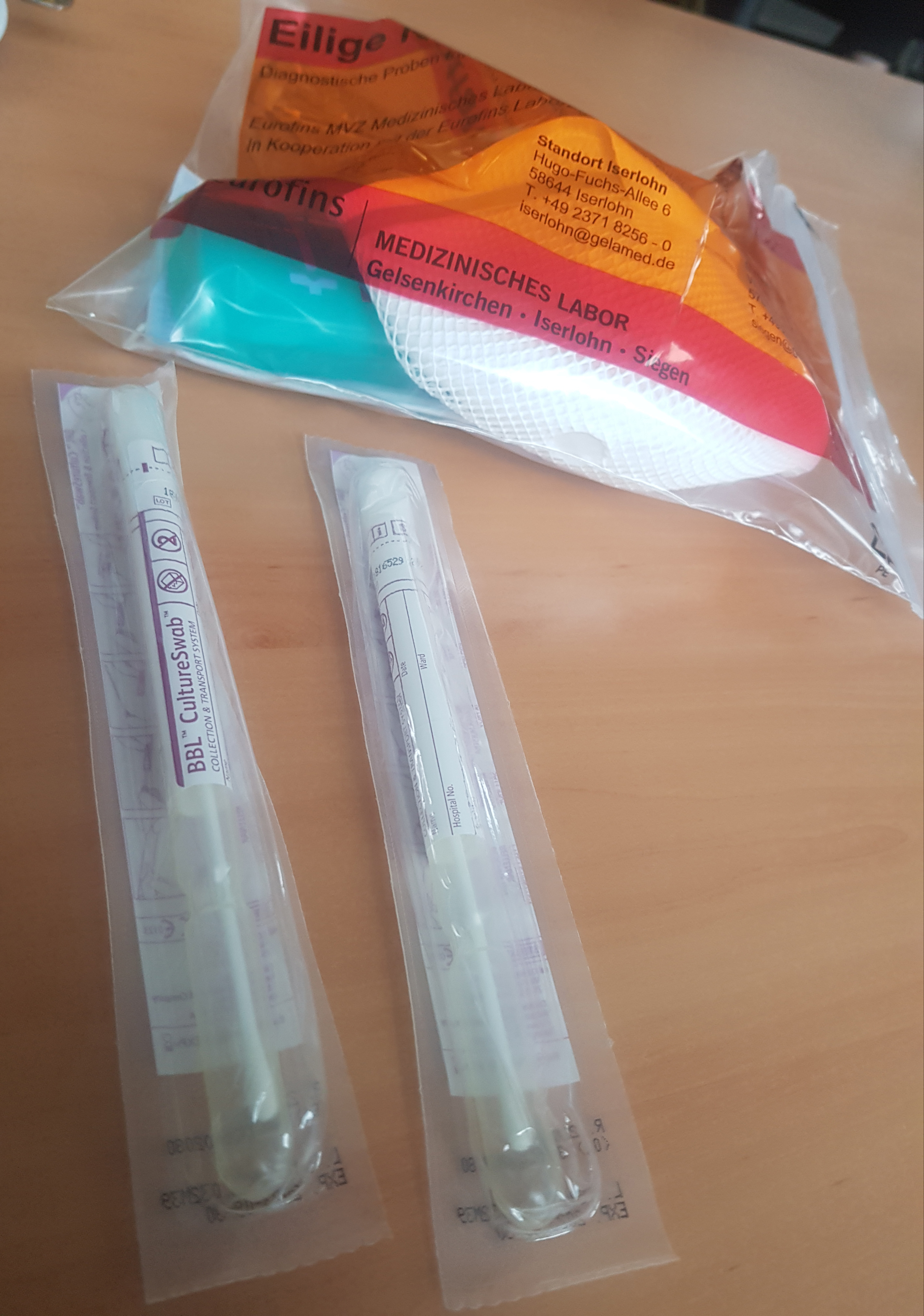
Tamponi sterili per la ricerca di laboratorio su campioni di Coronavirus SARS-CoV-2

I test diagnostici per la malattia COVID-19 sono l'insieme degli esami clinici, esami radiologici (ad esempio la tomografia computerizzata) ed esami di laboratorio dei campioni biologici (ad esempio il tampone rinofaringeo) utilizzati per diagnosticare la malattia causata dal coronavirus SARS-CoV-2.
I campioni biologici permettono di indagare sulla presenza di materiale virale e possono fornire una diagnosi praticamente certa di infezione da SARS-CoV-2; possono essere analizzati mediante test di reazione a catena della polimerasi dopo trascrizione inversa per il rilevamento di RNA virale (Real Time RT-PCR) o mediante test ELISA basati su anticorpi per il rilevamento di proteine virioniche. Gli esami radiologici permettono un'analisi dello stato dei polmoni e di altri organi coinvolti dall'infezione.
La ricerca europea EVA (European Virus Archive) si è rapidamente organizzata per fornire ai laboratori diagnostici di tutto il mondo elementi virali destinati a fungere da controlli per test basati sull'RNA o sulle proteine.
Il 25 febbraio 2020, la Cina ha annunciato di aver prodotto 1,7 milioni di test ad acido nucleico e 350 000 kits test anticorpali ogni giorno.

## Esami di laboratorio

### Ricerca degli acidi nucleici

#### Real Time RT-PCR
Il test Real Time RT-PCR può essere eseguito su campioni respiratori ottenuti con vari metodi, tra cui un tampone rinofaringeo o un campione di espettorato. I risultati sono generalmente disponibili entro poche ore o 2 giorni.
Uno dei primi test Real Time RT-PCR è stato sviluppato presso l'Ospedale Universitario della Charité a Berlino nel gennaio 2020 utilizzando la PCR quantitativa e ha costituito la base di 250 000 kit distribuiti dall'OMS. Il 2 marzo l'OMS ha pubblicato un protocollo standard elaborato dall'Institut Pasteur di Parigi. Secondo uno studio coreano, quest'ultimo test ha una sensibilità inferiore alla rilevazione del gene N.
La società sudcoreana Kogenebiotech ha annunciato l'11 febbraio 2020 che il proprio kit di rilevamento PowerChek 2019-Ncov™ Real-Time PCR Kit, che permette l'individuazione del gene "E" appartenente a tutti i betacoronavirus e il gene RdRp specifico del SARS-CoV-2, aveva ricevuto l'autorizzazione d'uso urgente dalle autorità coreane e americane.
Anche altre aziende come Seegene e Solgent hanno sviluppato nel febbraio 2020 le loro versioni dei kit di rilevamento della qualità clinica chiamati rispettivamente "DiaPlexQ" e "Allplex 2019-nCoV Assay".
Negli Stati Uniti, il Centers for Disease Control distribuisce il test diagnostico Real-Time RT-PCR CDC 2019-Novel Coronavirus (2019-nCoV) ai laboratori di sanità pubblica. Nelle prime versioni, uno su tre test genetici aveva dato risultati inconcludenti stando a ricerche del CDC di Atlanta; test più recenti, utilizzanti due componenti, sono stati annunciati come maggiormente affidabili il 28 febbraio 2020, consentendo ai laboratori nazionali e locali di completare rapidamente i test. Questo test è stato approvato dalla Food and Drug Administration (FDA) con un'autorizzazione all'uso di emergenza.
L'Università della scienza e della tecnologia di Hong Kong aveva proposto all'inizio del mese di febbraio un test RT-PCR microfluidico rapido.
Il 4 marzo 2020, l'OMS ha elencato i seguenti laboratori ufficiali di riferimento e i relativi protocolli di sviluppo:
| Nazione     | Istituto                                 | Obiettivi genetici             |
| ----------- | ---------------------------------------- | ------------------------------ |
| Germania    | Ospedale universitario della Charité     | RdRp, E, N                     |
| Cina        | CDC cinese                               | ORF 1ab e nucleoproteina (N)   |
| Stati Uniti | CDC americano                            | Tre bersagli nel gene N.       |
| Francia     | Institut Pasteur, Parigi                 | Due bersagli nel gene RdRp, E. |
| Hong Kong   | HKU                                      | ORF1b-nsp14, N                 |
| Giappone    | Istituto nazionale di malattie infettive | Proteina Spike (Peplomer)      |
| Thailandia  | National Institute of Health             | N                              |

Hong Kong ha successivamente messo in atto un sistema gestionale affinché i pazienti possano effettuare il test da casa: il pronto soccorso fornisce una provetta al paziente all'interno della quale inserisce un campione di saliva, restituendola poi al personale per ottenere il risultato del test.
L'NHS britannico ha annunciato che inizierà a testare casi sospetti a casa, evitando il rischio di infettare altri individui presenti in ospedale e di disinfettare l'ambulanza qualora dovesse essere usata.

#### Analisi metagenomica
Il test Respiratory Explify di IDbyDNA è un test di analisi metagenomica in grado di identificare più di 900 elementi patogeni respiratori, tra cui SARS-CoV-2. L'analisi dei dati effettivi richiede meno di un'ora; il tempo di attesa tra la ricezione del campione e il risultato del test è di 36 ore, ma risulta più costoso dei test RT-PCR.

### Ricerca sierologica
Il test sierologico è uno strumento che permette di verificare se l’organismo è entrato in contatto con il virus e quindi se ha sviluppato contro di esso i relativi anticorpi. In sintesi, il test sierologico misura una risposta del sistema immunitario all’infezione.
Esistono due varietà di test sierologici: il test rapido qualitativo viene realizzato attraverso il prelievo capillare di una goccia di sangue, comunemente definito "pungidito"; il suo scopo è quello di verificare se l'organismo ha prodotto una risposta anticorpale e quindi valutare se la persona è entrata o meno in contatto con il virus. Questo tipo di test dà esito dopo 15 minuti. Il test quantitativo, invece, viene realizzato attraverso un prelievo venoso e oltre a individuare la presenza degli anticorpi nell'organismo ne individua anche le quantità. Entrambi rilevano gli anticorpi IgM, IgA e IgG.
In caso di infezione le immunoglobuline IgM sono quelle che l’organismo produce per prime e il loro livello nell'organismo diminuisce con il passare del tempo mentre cominciano ad aumentare le IgG. Se il test rileva delle IgG, significa che l'infezione si è già verificata da diverso tempo; le IgG rimangono nel sangue per tutta la vita come memoria immunologica.
Il primo test immunologico è stato descritto da un team dell'Istituto di virologia di Wuhan il 17 febbraio 2020.
Il 25 febbraio, un team della Scuola di medicina Duke – NUS di Singapore ha annunciato un altro test anticorpale per SARS-CoV-2 che potrebbe fornire risultati in pochi giorni.
Il 28 febbraio 2020, un'altra società sudcoreana denominata PCL ha presentato una richiesta di designazione in via accelerata al Ministero sudcoreano della sicurezza alimentare e farmaceutica per il proprio kit di rilevamento rapido con tecnica GICA (Colloidal Gold Immunochromatographic Assay, analisi immunocromatografica all'oro colloidale). A differenza di un kit di rilevamento basato su RT-PCR in tempo reale, la PCL afferma che il proprio kit potrebbe fornire il risultato diagnostico in 10 minuti.

### Differenza tra test sierologico e tampone nasofaringeo
Il tampone faringeo viene utilizzato per diagnosticare un’infezione in corso, in quanto ricerca se nelle vie aeree è presente il virus al momento dell'esame .
Il test molecolare se tipo verifica la presenza di geni virali da SARS-CoV-2 nell’organismo.
Secondo l’Istituto Superiore di Sanità il tampone nasofaringeo risulta l’unico strumento affidabile per accertare l’infezione da COVID-19. I test sierologici non sono affidabili quanto i tamponi, poiché essi non diagnosticano infezioni molto recenti.

## Imaging radiologico

Tomografia computerizzata (TC) del polmone in un caso di COVID-19

L'esecuzione di una tomografia computerizzata (TC) del polmone, uno strumento di imaging biomedico di routine per la diagnosi di polmonite, è un test veloce e relativamente facile da eseguire in aggiunta dell'esame clinico, senza tuttavia poter rilevare la presenza virale in senso stretto. Una ricerca ha rivelato che l'accuratezza di questo metodo per la diagnosi di COVID-19 in contesti epidemici è del 98%, rispetto all'accuratezza del 71% della RT-PCR. Una meta-analisi della Cochrane ha tuttavia rilevato che, nonostante un buon potenziale di diagnosticare correttamente la COVID rispetto ad altre patologie polmonari, molti degli studi analizzati erano afflitti da scarsa qualità e i dati risultavano troppo eterogenei per garantire un'analisi completa e un responso univoco sul tema. La diagnosi di COVID-19 risulta quindi ancora imperniata sui test su campioni biologici e l'isolamento del materiale virale.

## Esecuzione dei test

### Luoghi e condizioni
In Francia il rilevamento viene effettuato negli ospedali. Il tempo necessario è relativamente lungo in quanto occorre inviare i campioni a uno dei 120 centri di rilevamento ed eseguire il test che attualmente richiede mezza giornata. Per limitare la diffusione, si ritiene preferibile che le strutture ospedaliere della città abbiano mezzi mobili di rilevazione, che accelererebbero lo screening consentendo la rilevazione anche prima della comparsa di sintomi. Secondo l'Imperial College di Londra, sarebbe effettivamente necessario bloccare "più del 60% delle contaminazioni attraverso delle misure di contenimento per gestire l'epidemia". Le condizioni climatiche non gioverebbero a un'attenuazione della diffusione, contrariamente a quanto si verifica per l'influenza stagionale, almeno fino al 2022. Ciò sembra essere confermato anche dalla distribuzione osservata in nazioni come l'Iran e l'Australia, che all'inizio dell'anno hanno registrato temperature primaverili per l'emisfero settentrionale.
Il tasso di persone infette ma asintomatiche è compreso tra 1 e 50%. La popolazione giovanile sarebbe per alcuni un vettore di trasmissione perché infetta mentre la popolazione adulta, per altri sarebbe minore, in particolare per i bambini di età inferiore ai 14 anni. I casi asintomatici sono causa del contagio nel 79% dei casi rilevati.
Un protocollo di rilevazione sistematica di epidemie o micro-epidemie, utilizzato nelle nazioni asiatiche (metodo "sorveglianza-contenimento") non è stato ritenuto valido dal ministero della salute francese, per mancanza di sufficienti test e centri di rilevamento e per l'incapacità di gestione a causa dell mancanza di mascherine protettive, di respiratori dovuto in particolare all'insufficiente produzione nazionale. L'esempio del grande focolaio scoppiato nella casa di cura di Vill'alizé, mostra il pericolo dovuto al rinvio dei test di screening durante la fase sintomatica malattia (considerando che il periodo medio di incubazione asintomatica è di 6 giorni) e che sarebbe legalmente responsabilità dello Stato, nel quadro del principio di precauzione.. Ad esempio, secondo il New England Journal of Medicine, in uno studio condotto su oltre 1 000 pazienti affetti da coronavirus ricoverati in ospedale in Cina, solo il 43,8% di essi aveva febbre al momento del ricovero..
La valutazione della mortalità indotta dal virus (dallo 0,6% al 5% a seconda della nazione, e con una probabile media dell'1%) sembra essere collegata al tasso di test per abitante effettuati, e in misura minore alla qualità dei trattamenti forniti. Infatti, se i dati relativi ai decessi sono noti e precisi, quelli delle persone infette sono molto approssimativi a causa della grande percentuale di pazienti asintomatici, in particolare se le prescrizioni del test sono riservate ai pazienti sintomatici in stato di difficoltà respiratoria. Il confronto delle curve di contagio per la Corea e altre nazioni consente di ipotizzare una stima per difetto del numero di casi reali di contagio in Francia. In particolare, il tasso di mortalità risulta dieci volte più alto in Francia che in Germania (le cui capacità di screening sono 6 volte maggiori rispetto alla Francia) ed è probabilmente in gran parte legato ad una sottostima del numero di casi reali in Francia. Le capacità di rilevazione in Francia sono sostanzialmente limitate dalla fornitura di dispositivi di ciclismo termico di dominio pubblico, disponibili solo nei 120 centri di rilevamento. Inoltre, nonostante il decreto del 7 marzo 2020 autorizzi l'apertura di nuovi centri di screening, le aperture effettive sono state poche, ossia circa 150 in Francia. I centri di screening sono stati aperti quasi esclusivamente negli ospedali, il che aumenta il rischio di malattie nosocomiali (rispetto ad esempio 540 per la Corea). Il 16 marzo l'OMS ha consigliato di testare ogni caso sospetto. Tuttavia, la politica di screening rimane, a metà marzo 2020, diversa a seconda delle nazioni, mentre la risposta all'epidemia globale non può essere realizzata efficacemente senza un'azione coordinata da parte degli Stati e senza essere gestita da una politica di screening condivisa e capeggiata dalle nazioni che sono riuscite a far abbassare la curva dei casi rilevati. Il 20 marzo, il presidente del comitato tecnico-scientifico ha stimato che alla fine del periodo di quarantena sarà necessario uno screening generalizzato. I dati disponibili a metà marzo 2020 suggeriscono che la progressione dell'epidemia in Francia seguirà, con poca differenza, quella dell'Italia con un ritardo dai 6 ai 9 giorni, e l'effetto delle misure di contenimento varate in Italia non sta avendo una risonanza efficace. La curva della mortalità, tuttavia, dà speranza di stabilizzazione per l'inizio di maggio.

### Numero di test per nazione
Secondo il quotidiano Le Monde, fino al 20 marzo 2020 erano stati effettuati in Germania "160.000 test a settimana" (ovvero 22.857 al giorno), mentre in Francia ne erano stati eseguiti meno di 2.000 fino all'8 marzo e 4.000 a partire dal 13 marzo.
In Inghilterra, secondo The Guardian, fino al 18 marzo 2020 erano stati eseguiti 4.000 test al giorno e il governo ha annunciato di voler raggiungere rapidamente i 20.000.
Negli Stati Uniti, come riportato nel New York Times, LabCorp ha annunciato che potrebbe eseguire 10.000 test al giorno a partire dal 23 marzo 2020 e più di 20.000 test al giorno alla fine di marzo; il settore pubblico ha effettuato solo 30.000 test nelle cinque settimane precedenti, secondo i dati della Johns-Hopkins University. Il 24 marzo, il coordinatore del gruppo di lavoro della Casa Bianca sul coronavirus ha annunciato che venivano eseguiti dai 50.000 ai 70.000 test giornalieri.